# Mario Barluzzi
Dario Giuliano Mario Barluzzi (Belluno, 1935. szeptember 6. – Varese, 2021. október 13.) olasz labdarúgó, kapus, edző.

## Pályafutása

### Játékosként
Az AC Belluno korosztályos csapatában kezdte a labdarúgást. 1954 és 1961 között a Treviso kapusa volt. 1961–62-ben a Catania, 1962 és 1967 között az AC Milan, 1967–68-ban az Internazionale, 1968–69-ben a Mantova, 1969 és 1973 között a Varese labdarúgója volt. A Milannal egy olaszkupa-győzelmet szerzett (1967) és tagja volt az 1962–63-as BEK-győztes csapatnak is.

### Edzőként
1978 és 1980 között a Varese másod-, 1982–83-ban a vezetőedzője volt. 1987–88-ban a Monza másodedzőjeként tevékenykedett.

## Sikerei, díjai
AC Milan
- Olasz kupa (Coppa Italia)
  - győztes: 1967
- Bajnokcsapatok Európa-kupája (BEK)
  - győztes: 1962–63

 Varese
- Olasz bajnokság (Serie B)
  - bajnok: 1969–70